# ضرورانية
الضرورانية مذهب فلسفي يقول بأن الأحداث تقررها على نحو جبري نواميس لاسبيل إلى غيرها.